# Hydrozinkit
Hydrozinkit, auch unter der bergmännischen Bezeichnung Zinkblüte oder dem veralteten Synonym Marionit bekannt, ist ein eher selten vorkommendes Mineral aus der Mineralklasse der „Carbonate (und Verwandte)“. Es kristallisiert im monoklinen Kristallsystem mit der chemischen Zusammensetzung Zn5[(OH)6|(CO3)2] und entwickelt meist undurchsichtig weiße, erdige oder massige Mineral-Aggregate, selten aber auch durchsichtig farblose bis weißgelbe, tafelige Kristalle im Millimeterbereich. Gelegentlich treten aufgrund von Fremdbeimengungen auch bläuliche oder rosafarbene Aggregate auf.

## Besondere Eigenschaften

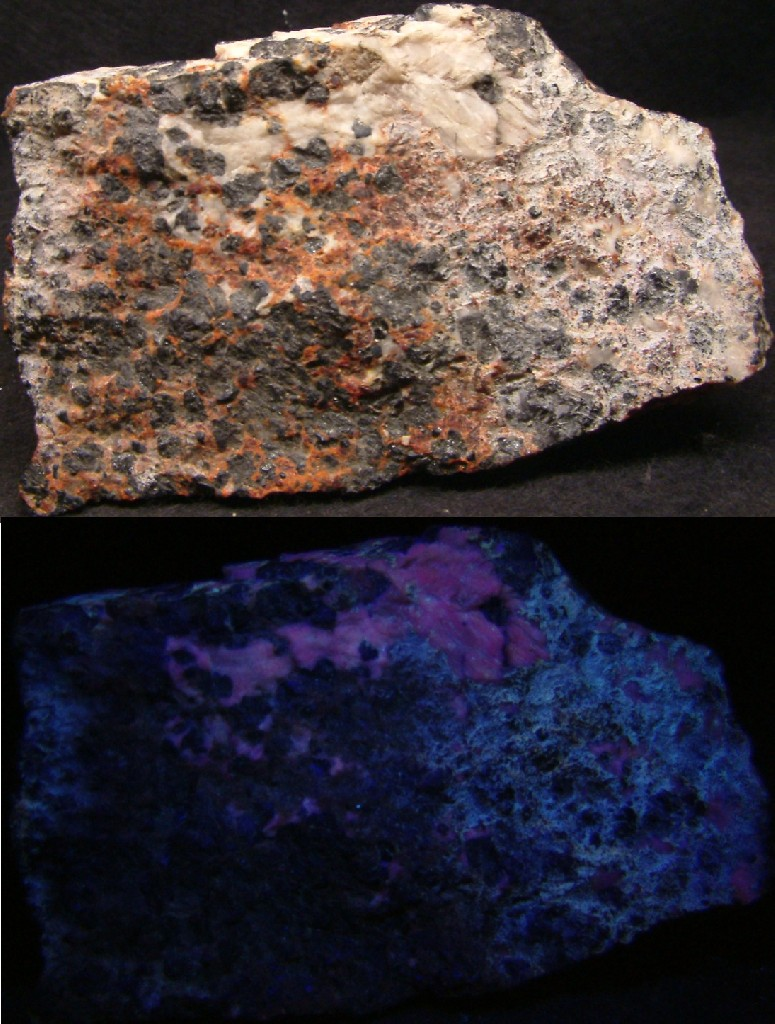
Hydrozinkit und Zinkit unter Normal- und UV-Licht

Gelegentlich zeigt Hydrozinkit unter UV-Licht eine bläuliche Fluoreszenz.
Vor dem Lötrohr ist Hydrozinkit unschmelzbar.

## Etymologie und Geschichte
Erstmals gefunden wurde Hydrozinkit 1853 bei Bad Bleiberg im Bezirk Villach-Land in Österreich und beschrieben durch Gustav Adolf Kenngott, der das Mineral in Bezug auf seine chemische Zusammensetzung, die Zink und Hydroxidionen enthält.
In Anlehnung an seine oft auftretende Kristallisationsform als krustige Überzüge oder Ausblühungen erhielt das Mineral seine bergmännische Bezeichnung Zinkblüte.

## Klassifikation
In der veralteten 8. Auflage der Mineralsystematik nach Strunz gehörte der Hydrozinkit zur Mineralklasse der „Carbonate“ und dort zur Abteilung „Wasserfreie Carbonate mit fremden Anionen“, wo er gemeinsam mit Aurichalcit, Azurit, Loseyit, Malachit und Rosasit in der „Azurit-Hydrozinkit-Gruppe“ mit der Systemnummer Vb/B.01 steht.
In der zuletzt 2018 überarbeiteten Lapis-Systematik nach Stefan Weiß, die formal auf der alten Systematik von Karl Hugo Strunz in der 8. Auflage basiert, erhielt das Mineral die System- und Mineralnummer V/C.01-100. Dies entspricht der Klasse der „Nitrate, Carbonate und Borate“ und dort der Abteilung „Wasserfreie Carbonate, mit fremden Anionen“, wo Hydrozinkit zusammen mit Aurichalcit, Azurit, Brianyoungit, Chukanovit, Georgeit, Glaukosphärit, Kolwezit, Loseyit, Malachit, Mcguinnessit, Nullaginit, Parádsasvárit, Pokrovskit, Rosasit, Sclarit und Zinkrosasit die „Azurit-Rosasit-Reihe“ mit der Systemnummer V/C.01 bildet.
Die von der International Mineralogical Association (IMA) zuletzt 2009 aktualisierte 9. Auflage der Strunz’schen Mineralsystematik ordnet den Hydrozinkit in die Klasse der „Carbonate und Nitrate“ und dort in die Abteilung „Carbonate mit zusätzlichen Anionen; ohne H2O“ ein. Hier ist das Mineral in der Unterabteilung „Mit Cu, Co, Ni, Zn, Mg, Mn“ zu finden, wo es zusammen mit Aurichalcit die „Aurichalcit-Hydrozinkitgruppe“ mit der Systemnummer 5.BA.15 bildet.
In der vorwiegend im englischen Sprachraum gebräuchlichen Systematik der Minerale nach Dana hat Hydrozinkit die System- und Mineralnummer 16a.04.01.01. Das entspricht der Klasse der „Carbonate, Nitrate und Borate“ und dort der Abteilung „Carbonate - Hydroxyl oder Halogen“. Hier findet er sich innerhalb der Unterabteilung „Carbonate - Hydroxyl oder Halogen mit (AB)5(XO3)2Zq“ als einziges Mitglied in einer unbenannten Gruppe mit der Systemnummer 16a.04.01.

## Bildung und Fundorte

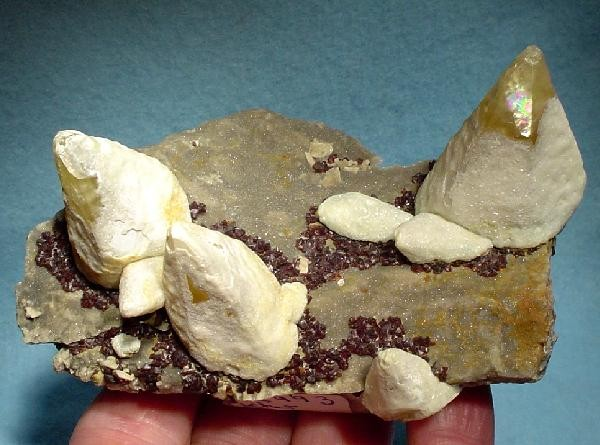
Calcit-Skalenoeder mit Hydrozinkit überwachsen auf einem Kristallrasen von rotem Sphalerit

Hydrozinkit entsteht in den Oxidationszonen von Zinklagerstätten als Massen oder Krusten. Kristalle werden selten gefunden. Hydrozinkit wird, obwohl auf vielen Mineralienproben vorhanden, nicht beachtet oder häufig mit einem üblicheren Mineral wie Calcit oder Aragonit verwechselt. Begleitminerale sind unter anderem Aurichalcit, Calcit, Cerussit, Hemimorphit, Smithsonit, Sphalerit, Willemit und Limonit.
Weltweit konnte Hydrozinkit bisher (Stand: 2010) an rund 725 Fundorten nachgewiesen werden, so unter anderem Ägypten, Algerien, Australien, Belgien, Bolivien, Brasilien, Bulgarien, Chile, China, Deutschland, Frankreich, Griechenland, Guatemala, Indien, Iran, Irland, Isle of Man, Italien, Japan, Kanada, Demokratische Republik Kongo, Madagaskar, Mexiko, Namibia, Norwegen, Österreich, Polen, Portugal, Rumänien, Russland, Sambia, Schweden, Schweiz, Slowakei, Slowenien, Spanien, Südafrika, Tschechien, Tunesien, Türkei, Ungarn, im Vereinigten Königreich (Großbritannien), in den Vereinigten Staaten von Amerika (USA) und in Vietnam.

## Kristallstruktur
Hydrozinkit kristallisiert monoklin in der Raumgruppe C2/m (Raumgruppen-Nr. 12) mit den Gitterparametern a = 13,62 Å; b = 6,30 Å; c = 5,42 Å und β = 95,8° sowie 2 Formeleinheiten pro Elementarzelle.

## Verwendung
Hydrozinkit kann zwar bis zu 60 % Zink enthalten, allerdings lohnt sich ein wirtschaftlicher Abbau nur bei lokaler Anhäufung des Minerals.